# Flughafen Thisted

i7
i11
i13
Der Flughafen Thisted (dänisch Thisted Lufthavn) ist ein kleiner dänischer Flughafen mit dem IATA-Code TED und dem ICAO-Code EKTS. Dieser liegt an der Fernstraße Primærrute 26, acht Kilometer von Hanstholm und 15 Kilometer von Thisted entfernt. Seit April 2007 wurde von der Thisted Kommune ein neuer Betreiber für den damals geschlossenen Flughafen gesucht. Mittlerweile hat der Flughafen seinen Betrieb wiederaufgenommen.